# Ceviche

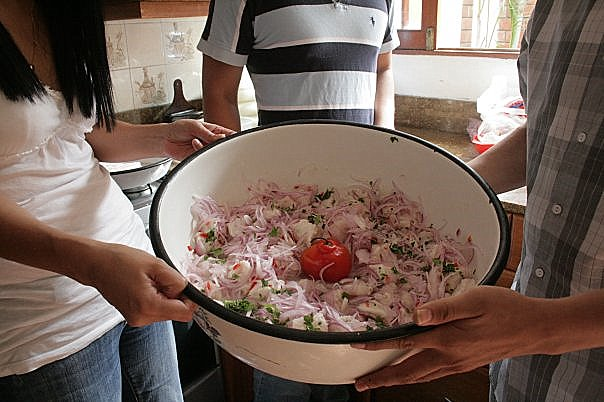
Domácí příprava ceviche

Ceviche (výslovnost seviče) je pokrm z ryb, oblíbený v přímořských oblastech latinské Ameriky. Připravuje se ze syrového rybího masa (používá se např. tuňák, žralok, zlak nachový nebo ledovka patagonská), které se nakrájí na malé kousky a marinuje několik hodin v citronové nebo limetové šťávě a pak se smíchá s nakrájenou cibulí, chilli papričkami a dalšími ingrediencemi. Kyselina citronová způsobí, že v mase proběhne denaturace a stane se poživatelnějším (na rozdíl od vaření však nedojde ke zničení choroboplodných zárodků, proto se musí ryba na ceviche zpracovat co nejdříve po vylovení). Existuje řada krajových variant, někde se kromě ryb používají i krevety nebo ústřice, přidává se rajský protlak, zelené olivy nebo bylinky (koriandr, máta). Servíruje se na salátovém listu, jako příloha se podávají batáty, plantainy nebo kukuřice.
v Kostarice se servírují s kukuřičnými tortillami nebo slanými sušenkami.
V Peru se 28. červen oslavuje jako Den ceviche.